# فرودگاه وایت‌کورت
فرودگاه وایت‌کورت (به انگلیسی: Whitecourt Airport) یک فرودگاه همگانی ۱۸۹۱۷ با کد یاتا YZU است . این فرودگاه در کشور کانادا قرار دارد و در ارتفاع ۷۸۲ متری از سطح دریا واقع شده است.

## شرکت‌های هواپیمایی و مقصدهای پروازی
| شرکت‌های هواپیمایی | مقصدهای پروازی                                         |
| ----------------- | ------------------------------------------------------ |
| نورثرن ایر        | کالگری، پیس ریور                                       |
| OpsMobil Inc.     | Charter Helicopter and Fixed Wing Service, Aerial Work |